# 福島県道207号磐梯町停車場線
福島県道207号磐梯町停車場線（ふくしまけんどう207ごう ばんだいまちていしゃじょうせん）は、福島県耶麻郡磐梯町にある一般県道である。

## 路線概要
- 起点：耶麻郡磐梯町磐梯字東松山（JR磐越西線 磐梯町駅前）
- 終点：耶麻郡磐梯町磐梯字山道
- 総延長：1.469 km[1]
  - 実延長：総延長に同じ
- 路線認定年月日：1966年7月22日[2]

1959年8月31日、国鉄大寺駅から県道猪苗代塩川線に至る一般県道大寺停車場線として路線認定された。1965年6月1日に大寺駅が磐梯町駅に改称したことにより、新たに路線認定が行われた。

## 通過する自治体
- 耶麻郡磐梯町

## 接続・交差する道路
- 福島県道7号猪苗代塩川線（福島県道64号会津若松裏磐梯線重用区間）（磐梯字山道 終点）

## 沿線
- 日曹金属化学磐梯工場
- 磐梯町立磐梯第一小学校
- 磐梯町立磐梯中学校
- JAあいづばんだい